# 3066 McFadden
3066 McFadden eller 1984 EO är en asteroid i huvudbältet som upptäcktes den 1 mars 1984 av den amerikanske astronomen Edward L.G. Bowell vid Anderson Mesa Station. Den är uppkallad efter den amerikanska astronomen Lucy-Ann McFadden.
Asteroiden har en diameter på ungefär 13 kilometer.